# Scopula propinquaria
Scopula propinquaria là một loài bướm đêm trong họ Geometridae.